# Полёт по кругу

Схема полёта по кругу с особенностями специфичной для "советской" традиции

Полёт по кругу («полёт по коробочке») — полёт по установленному маршруту (обычно прямоугольному) в районе аэродрома для выполнения взлёта, захода на посадку и посадки, а также для ухода и подхода к аэродрому. Является важной частью захода на посадку и УТП (учебно-тренировочных полётов) на самолётах и планёрах. В случае УТП на самолёте может применяться посадка конвейером.

## Характеристики круга и обозначения его
Как расположен круг относительно ВПП и местности, его высота и другие характеристики — указываются в соответствующей навигационной документации, с которой пилот или студент знакомятся в процессе подготовки к полёту. Стандартная высота круга на аэродромах в бывшем СССР — 600 метров (в равнинной местности), или 1200 метров и выше (в горной местности).

## Советская и российская специфика
В России наименования элементов круга отличаются от тех, что приняты на Западе, где обозначаются собственными именами отрезки прямоугольного маршрута (по-английски: upwind, crosswind, downwind, base, final). В варианте принятом на территории России на кругу выделяются 4 разворота, пронумерованные от взлёта (первый, второй, третий, четвёртый).
В зависимости от того, с какой стороны от ВПП проходит круг (и какие выполняются развороты), он называется правым или левым (R/L), в советской/российской традиции также принято обозначать направление круга по стороне света, например, круг полётов южный. Стандартный круг - левый, когда все стандартные развороты выполняются влево (L-L). При правом круге полётов все стандартные развороты выполняются вправо (R-R). Первым указывается направление круга для посадки на полосу, указанной в названии ВПП первой. Пример: для ВПП 08/26 правый круг для полосы 08 и левый для полосы 26 должен быть задан как R-L. 
После взлёта выполняется первый разворот, и набор продолжается до второго разворота, иногда спариваемый со вторым, при этом до разворота или в процессе его полностью убирается шасси и, если в зоне аэродрома не действуют скоростные ограничения, призванные сократить радиусы разворотов, то полностью убирается также механизация крыла и самолёт развивает крейсерскую скорость. Полёт от второго к третьему развороту называется полётом с обратным курсом, при этом самолёт проходит траверз полосы — взлётно-посадочная полоса точно под 90° к направлению полёта, если круг левый, то слева, если правый — справа от самолёта. К третьему развороту скорость снижается и после него, как правило, начинается выпуск шасси и механизации. Четвёртый разворот выполняется так, чтобы к его окончанию самолёт находился на продолженной оси ВПП (в створе ВПП), и на определённом удалении начинается снижение по предпосадочной прямой — глиссаде. Например, при высоте круга 600 м и стандартном угле наклона глиссады (УНГ) 2° 40' снижение начинается за 12 км до торца полосы. После четвёртого разворота (на средних и тяжёлых самолётах — ещё до входа в глиссаду, на лёгких — иногда в глиссаде) самолёт приводится в посадочную конфигурацию — довыпускаются на полный угол закрылки, а при так называемом позднем выпуске шасси, практикуемом для экономии топлива, перед довыпуском закрылков выпускаются шасси.
Для построения круга могут использоваться радиосредства — приводные радиомаяки (ПРМ), азимутальные и дальномерные радиомаяки (VOR/DME), GPS. Для определения бокового удаления от ВПП, важного для расчёта третьего и четвёртого разворотов, достаточно пеленгов двух ПРМ и знания расстояния между ними либо азимута и дальности от маяка VOR/DME, определения линейного удаления от ВПП, необходимого для расчёта разворотов и входа в глиссаду — также сигнала от маяка DME либо счисления по скорости и времени после пролёта траверза одного из ПРМ.

## Правила построения круга
Войдя в круг, пилоты следуют в одном направлении, в определённых местах докладывая по радиосвязи о своём положении, а также о намерениях (например, выполнить посадку, конвейер или уход на маршрут). Направление круга меняется вместе с изменением курса взлёта/посадки, который, в свою очередь, выбирается в зависимости от текущего направления ветра — таким образом, чтобы посадка и взлёт происходили со встречным ветром, что снижает разбег и пробег самолёта по полосе.